# Hemileucinae

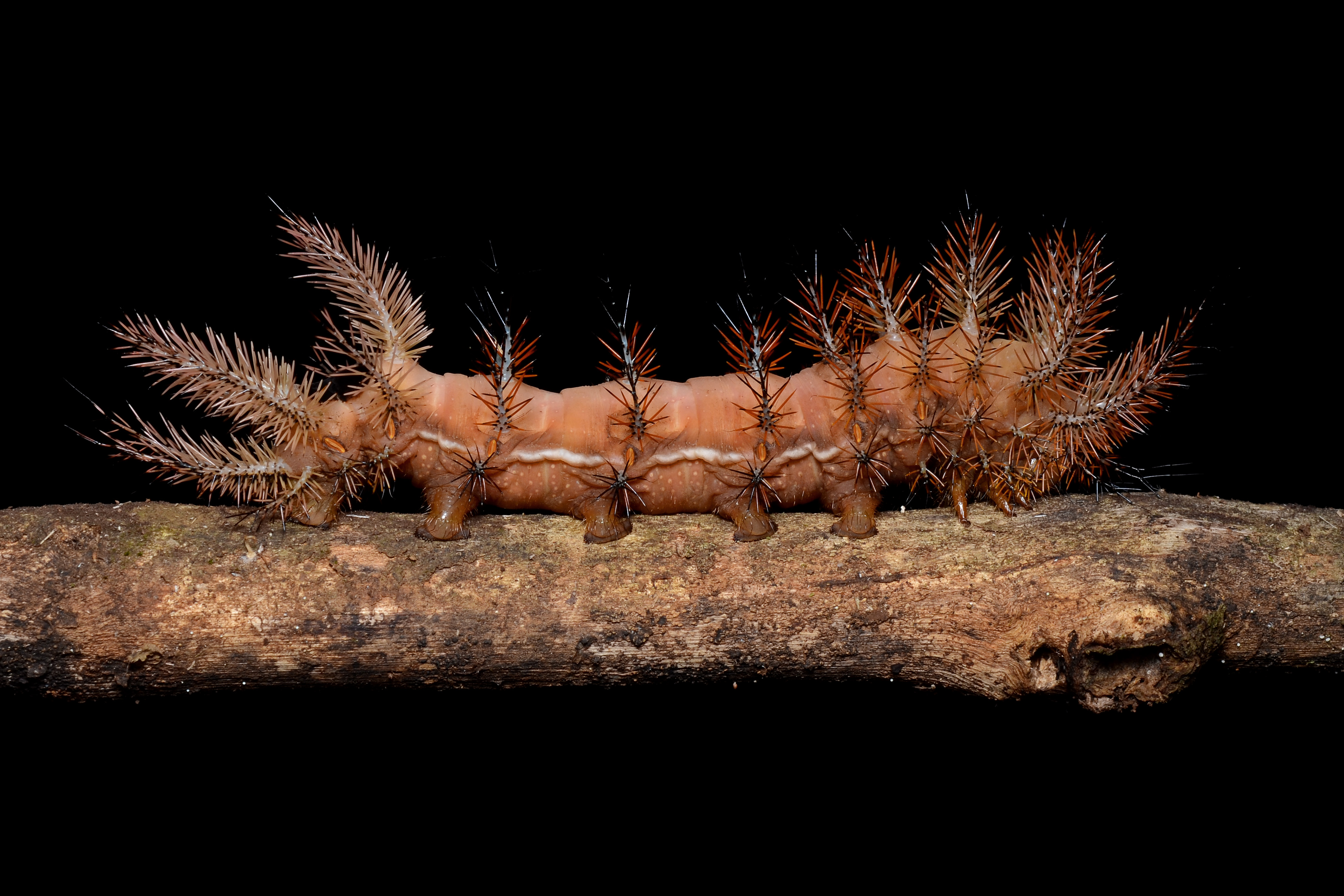
Raupe der Gattung Automeris aus Costa Rica.

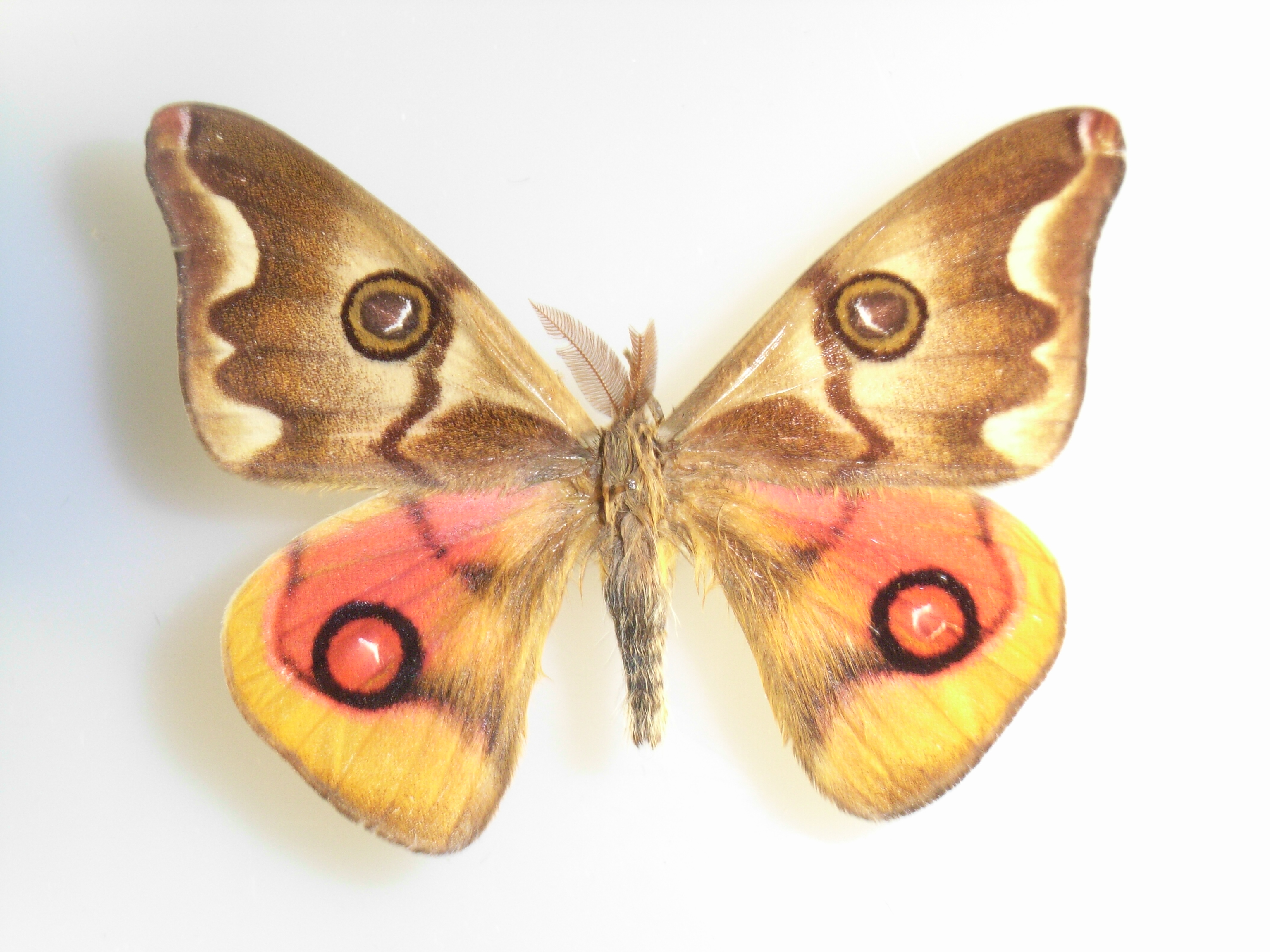
Präparat von Polythysana cinerascens

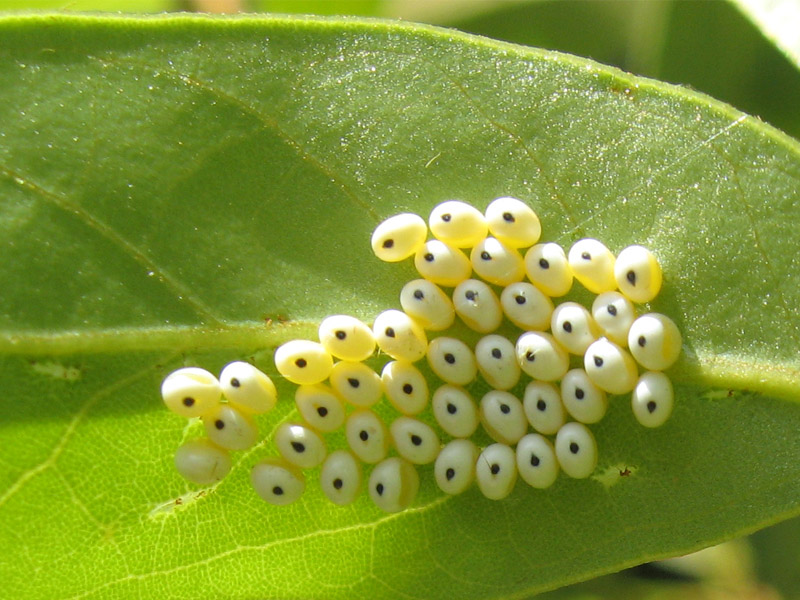
Gelege von Automeris io mit gut sichtbaren dunklen Mikropylen.

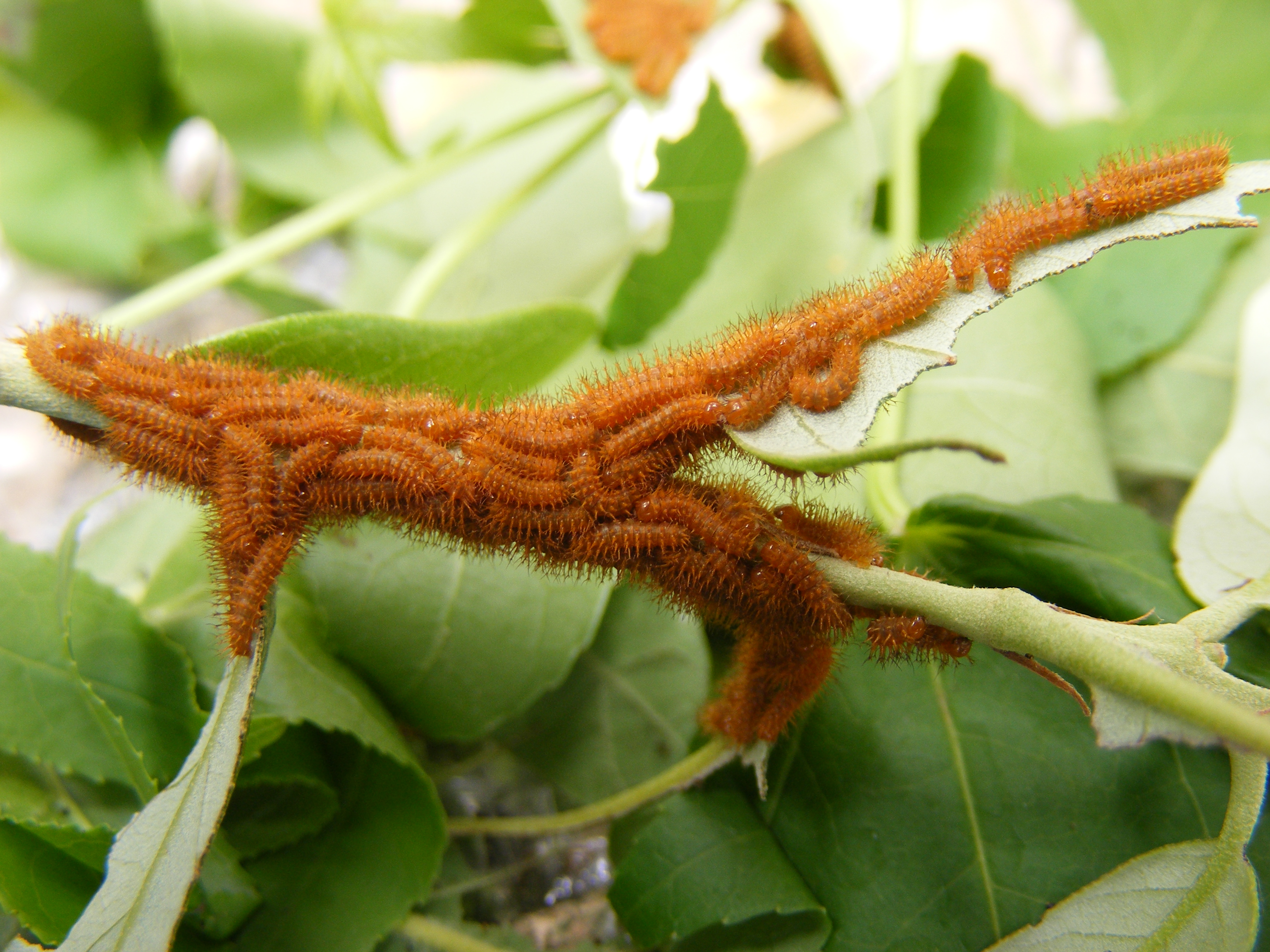
Raupen von Automeris io im ersten Stadium.

Die Hemileucinae sind eine Unterfamilie der Pfauenspinner (Saturniidae). Die Gruppe umfasst etwa 630 Arten in 51 Gattungen. Die Unterfamilie ist in der Neuen Welt verbreitet, wobei der überwiegende Teil der Arten südlich der Vereinigten Staaten von Amerika beheimatet ist.

## Merkmale
Die Falter dieser Unterfamilie sind klein bis mittelgroß. Ihre Fühler sind gefiedert oder doppelt gefiedert.
Die Hinterflügel sind insbesondere bei den Arten, die in den Vereinigten Staaten von Amerika vorkommen, tendenziell lebhafter gefärbt als die Vorderflügel. Auch haben die Hinterflügel mancher Gattungen große Diskalflecke, die als Augenflecke dienen. Die Vorderflügel haben Ähnlichkeit mit toten Blättern oder sind zumindest matter gefärbt als die Hinterflügel und der Körper. Letzterer ist bei manchen Arten schwarz und gelb oder rot geringt.
An den Eiern kann man deutlich die Mikropyle erkennen, die sich bei befruchteten Eiern dunkel verfärbt. Die Raupen tragen in allen Entwicklungsstadien Reihen von verzweigten, stacheligen Fortsätzen (Scoli). Viele dieser Stacheln tragen Brennhaare, die auf die Haut bei Berührung eine nesselnde Wirkung haben.

## Vorkommen
Die Unterfamilie ist in den beiden Amerikas verbreitet, wobei nördlich von Mexiko nur 30 Arten in drei Gattungen (Coloradia, Hemileuca und Automeris) verbreitet sind. Dort kommen sie vor allem im Westen und Südwesten von Nordamerika vor. Von einer vierten Gattung, Hylesia, liegen historische Nachweise aus Arizona vor, die jedoch auf Grund fehlender Bestätigung in den letzten Jahrzehnten als zweifelhaft betrachtet werden.

## Lebensweise
Wenn man die Imagines stört, krümmen sie den Hinterleib und vollführen damit pulsierende Bewegungen, wie es auch Hautflügler tun. Wenn sich die Falter zur Ruhehaltung hinsetzen, schaukeln sie den Thorax hin und her, ziehen die Flügel nach innen, um sie dachförmig über den Körper zu legen und verstecken ihre Fühler unter den Flügeln. Dieses Verhalten ist vermutlich einzigartig innerhalb der Familie der Pfauenspinner. Durch diese Ruhehaltung sind die Tiere in Kombination mit ihrer Farbe noch besser getarnt.
Die Weibchen legen ihre Eier in normalen oder ringförmigen Gelegen ab. Anfangs leben die Raupen gesellig. Die Verpuppung erfolgt entweder in einem einfachen Kokon zwischen Laub oder im Erdboden.

## Systematik
The Global Lepidoptera Names Index des Natural History Museum listet folgende Gattungen der Unterfamilie:

### Tribus Hemileucini
- Adetomeris Michener, 1949
- Ancistrota Hübner, 1819
- Automerella Michener, 1949
- Automerina Michener, 1949
- Automeris Hübner, 1819
- Automeropsis Lemaire, 1969
- Callodirphia Michener, 1949
- Catacantha Bouvier, 1930
- Catharisa Jordan, 1911
- Cerodirphia Michener, 1949
- Cinommata Butler, 1882
- Coloradia Blake, 1863
- Dirphia Hübner, 1819
- Erythromeris Lemaire, 1969
- Eubergia Bouvier, 1929
- Eubergioides Michener, 1949
- Gamelia Hübner, 1819
- Gamelioides Lemaire, 1988
- Hemileuca Walker, 1855
- Hirpida Draudt, 1929
- Hylesia Hübner, 1820
- Hylesiopsis Bouvier, 1929
- Hyperchiria Hübner, 1819
- Hypermerina Lemaire, 1969
- Leucanella Lemaire, 1969
- Lonomia Walker, 1855
- Meroleuca Packard, 1904
- Molippa Walker, 1855
- Ormiscodes Blanchard, 1852
- Parancistrota Bouvier, 1933
- Periga Walker, 1855
- Prohylesia Draudt, 1929
- Pseudautomeris Lemaire, 1967
- Travassosula Michener, 1949

### Tribus Polythysanini
- Polythysana Walker, 1855

## Belege